# 蘭帕特 (阿拉斯加州)
蘭帕特（英語：Rampart）是位於美國阿拉斯加州育空-科尤庫克人口普查區的一個人口普查指定地區。根據2010年美國人口普查，該地共人口24人，而該地的面積約為437.20平方千米。

## 地理
蘭帕特的座標為65°30′26″N 150°08′55″W / 65.50722°N 150.14861°W，而該地的平均海拔高度為94米（即306英尺）。